# Андреас Лацко
Андреас Лацко (нім. Andreas Latzko; 1 вересня 1876, Будапешт, Австро-Угорщина — 11 вересня 1943, Амстердам, Нідерланди) — австрійський пацифістський письменник.

## Біографія
Закінчивши гімназію в Будапешті, рік відслужив у австрійській армії однорічником. Демобілізувавшись офіцером запасу, вивчав в Берлінському університеті хімію і філософію. В цей час почав писати — спочатку угорською мовою, а в 1901 році в Берліні була поставлена його п'єса на одну дію німецькою мовою. Як журналіст подорожував Єгиптом, Індією, Індокитаєм та Цейлоном.
З початком Першої світової війни в серпні 1914 року він повернувся на батьківщину і був покликаний в армію як офіцер резерву. Після того, як 23 травня 1915 року Італія оголосила війну Австро-Угорщині, Лацко був посланий на Ізонцовський фронт. Там він захворів на малярію, але змушений був залишитися на фронті. Під час італійської артилерійської атаки поблизу Горіції отримав важку контузію, після якої був визнаний непридатним до військової служби. Провівши в лазареті вісім місяців, в кінці 1916 року був направлений на річний курс лікування до Швейцарії.
У 1917 році написав в Давосі шість новел для книги Menschen im Krieg, де розповідав про війну на Ізонцовському фронті. У тому ж році книга вийшла в цюрихському видавництві Rascher Verlag (перше видання було анонімним). Книга мала великий успіх, була перекладена на 19 мов і заборонена в усіх країнах, що воювали; сам Лацко був розжалуваний з офіцерів. У 1918 році наклад книги досяг тридцяти трьох тисяч примірників. У тому ж році були написані роман Friedensgericht про життя німецьких солдатів на фронті і роман Der wilde Mann; крім цього, для Міжнародної жіночої конференції за взаєморозуміння між народами, що проходила в Берні, Лацко написав книгу Frauen im Krieg («Жінки на війні»). У Швейцарії він познайомився з Феліксом Беране, Роменом Ролланом і Стефаном Цвейгом.
Після закінчення війни Лацко переїхав до Мюнхена і читав там лекції спільно з Густавом Ландауером. Він двічі намагався прочитати лекції в Берліні, але вони були заборонені владою, після чого Лацко був вигнаний з Баварії і оселився в Зальцбурзі, де знову став працювати журналістом. У 1929 році вийшов його роман Sieben Tage.
У 1931 році Лацко переїхав в Амстердам. У 1933 році його книги були спалені нацистами.
Рятуючись від нацистів, він приїхав в Нью-Йорк, де і помер у злиднях.

## Вибрані твори
- Hans im Glück. — Комедія в трьох діях.
- Der Roman der Herrn Cordé.
- Apostel. — Комедія в трьох діях.
- Menschen im Krieg. — Zürich: Rascher-Verlag, 1917.
- Friedensgericht. — Zürich: Rascher-Verlag, 1 918.
- Der wilde Mann. — Zürich: Rascher-Verlag, 1918.
- Frauen im Krieg. — Zürich: Rascher-Verlag, 1918.
- Der letzte Mann. — München: Dreiländerverlag, 1919.
- Sieben Tage, 1931.
- Marcia Reale. — Berlin: Malik-Verlag, 1932.
- Lafayette, 1935.